# Sir Gallahad III
Sir Gallahad III (1920-1949), ou plus communément Sir Gallahad, est un cheval de course pur-sang français, principalement connu aux États-Unis où il fut l'un des plus importants étalons du XXe siècle. 

## Carrière de courses
Né et élevé en France par le propriétaire-éleveur britannique Jefferson Davis Cohn, Sir Gallahad est envoyé à l'entraînement chez Robert Denman. Ses débuts sont calamiteux, il termine avant-dernier, juste devant un certain Massine, lors de ses débuts alors qu'il était pourtant favori, puis bon dernier de la course suivante. Mais soudain, lors de sa troisième sortie, il remporte facilement une bonne épreuve à une cote d'outsider, ce qui a posteriori alimente quelques suspicions quant à ses deux premières performances. La suite de son année ne souffre aucune contestation, puisqu'il s'impose nettement dans le Prix du Petit-Couvert et le Prix Eclipse. Il passe pour un bon 2 ans, mais reste dans l'ombre du leader de sa promotion, Épinard, vainqueurs des plus grandes courses pour 2 ans, et ses concurrents Niceas et Mackenzie.    
L'année suivante, Sir Gallahad montre pourtant qu'il est du même bois qu'eux. Il défait pour sa rentrée Niceas dans le Prix Edgard de la Charme, puis gagne le Prix Daphnis et trouve la consécration en s'adjugeant la Poule d'Essai des Poulains une nouvelle fois devant Niceas. En revanche, il échoue à la cinquième place dans le Prix Lupin, remporté par Massine, mais se rattrape bien en échouant de peu derrière Le Capucin et Niceas dans le Prix du Jockey Club. Ses deux sorties suivantes tournent en revanche à la catastrophe : dans le Grand Prix de Paris il éjecte son jockey puis dans le Président de la République (l'ancêtre du Grand Prix de Saint-Cloud) il termine bon dernier. Mais, décidément insaisissable, il se réhabilite pleinement lors du meeting de Deauville, d'abord en finissant deuxième de Niceas dans le Prix des Marettes, puis en prenant sa revanche sur ce dernier dans le Prix Jacques Le Marois. Passant d'une distance à une autre comme cela était d'usage à l'époque, un jour stayer un autre sprinter, il termine deuxième du Prix Royal Oak, puis deuxième du Prix de la Forêt et enfin troisième du Prix du Petit-Couvert, le tout entrecoupé d'une de ces défaites radicales dont il a le secret.     
Sir Gallahad demeure à l'entraînement à 4 ans et commence sa saison en Angleterre, où il s'adjuge l'important Lincolnshire Handicap. Troisième ensuite du Prix des Sablons remporté par Massine, avant de dominer nettement son vainqueur du Jockey Club, Le Capucin, dans le Prix Boiard (l'ancêtre du Prix Exbury). Il conserve ensuite ses titres dans les Prix Edgard de la Charme et Daphnis, gagnant le droit d'affronter enfin Épinard, qui passe toujours pour le meilleur cheval de France. Une course est organisée pour l'occasion, où les deux chevaux courent seuls. Et c'est Sir Gallahad qui l'emporte, d'une encolure, face à un Épinard un peu diminué par des problèmes récurrents à un pied. Il enchaîne par une honorable défaite face à son grand rival Nicéas dans le Prix du Gros-Chêne et se retire.   

### Résumé de carrière
| Date         | Hippodrome       | Pays        | Course                             | Distance    | Jockey         | Place       | Écart       | Vainqueur ou deuxième |
| 1922, 2 ans  | 1922, 2 ans      | 1922, 2 ans | 1922, 2 ans                        | 1922, 2 ans | 1922, 2 ans    | 1922, 2 ans | 1922, 2 ans | 1922, 2 ans           |
| ------------ | ---------------- | ----------- | ---------------------------------- | ----------- | -------------- | ----------- | ----------- | --------------------- |
| 9 août       | Deauville        | France      | Prix Willy                         | 1 000 m     | F. O'Neil      | 5e / 6      | ―           | Denicheur             |
| 24 août      | Deauville        | France      | Prix Sangatian                     | 1 000 m     | F. O'Neil      | 5e / 5      | ―           | Denicheur             |
| 27 septembre | Maisons-Laffitte | France      | Prix de la Méditerranée            | 900 m       | F. O'Neil      | 1er / 27    | 2 ½         | Le Goi                |
| 26 octobre   | Longchamp        | France      | Prix du Petit-Couvert              | 1 000 m     | F. O'Neil      | 1er / 9     | 3           | Highlander            |
| 30 octobre   | Saint-Cloud      | France      | Prix Eclipse                       | 1 300 m     | F. O'Neil      | 1er / 8     | 1 ½         | Milon                 |
| 1923, 3 ans  |                  |             |                                    |             |                |             |             |                       |
| 9 April 1923 | Saint-Cloud      | France      | Prix Edgar de la Charme            | 2 000 m     | F. O'Neil      | 1er / 4     | 2 ½         | Niceas                |
| 28 avril     | Le Tremblay      | France      | Prix Daphnis                       | 1 600 m     | F. O'Neil      | 1er / 3     | 3           | Lizard                |
| 13 mai       | Longchamp        | France      | Poule d'Essai des Poulains         | 1 600 m     | M.Maggie       | 1er / 6     | 2           | Niceas                |
| 27 mai       | Longchamp        | France      | Prix Lupin                         | 2 100 m     | M.Maggie       | 5e / 5      | ―           | Massine               |
| 10 juin      | Chantilly        | France      | Prix du Jockey Club                | 2 400 m     | M.Maggie       | 3e / 18     | 1/2         | Le Capucin            |
| 24 juin      | Longchamp        | France      | Grand Prix de Paris                | 3 000 m     | M.Maggie       | tombé       | ―           | Filibert de Savoie    |
| 1er juillet  | Saint-Cloud      | France      | Prix du Président de la République | 2 500 m     | F. O'Neil      | 10e / 10    | ―           | Bahadur               |
| 12 août      | Deauville        | France      | Prix des Marettes                  | 1 200 m     | G. Bartholomew | 2e / 6      | 3           | Niceas                |
| 15 août      | Deauville        | France      | Prix Jacques Le Marois             | 1 600 m     | F. O'Neil      | 1er / 3     | 2 ½         | Niceas                |
| 16 septembre | Longchamp        | France      | Prix Royal Oak                     | 3 000 m     | F. O'Neil      | 2e / 4      | 4           | Filibert de Savoie    |
| 26 septembre | Maisons-Laffitte | France      | La Coupe                           | 2 000 m     | F. O'Neil      | 8e / 8      | ―           | Scopas                |
| 21 octobre   | Longchamp        | France      | Prix de la Forêt                   | 1 400 m     | F. O'Neil      | 4e / 5      | 7 ½         | Scaramouche           |
| 25 octobre   | Longchamp        | France      | Prix du Petit Couvert              | 1 000 m     | F. O'Neil      | 3e / 7      | ―           | Heldifann             |
| 1924, 4 ans  |                  |             |                                    |             |                |             |             |                       |
| 25 mars      | Lincoln          | Royaume-Uni | Lincolnshire Handicap              | 1 600 m     | F. O'Neil      | 1er / 27    | 3           | Evander               |
| 6 avril      | Longchamp        | France      | Prix des Sablons                   | 2 000 m     | F. O'Neil      | 3e / 5      | 1 ¾         | Massine               |
| 29 avril     | Maisons-Laffitte | France      | Prix Boiard                        | 2 000 m     | F. O'Neil      | 1er / 6     | 3/4         | Le Capucin            |
| 10 mai       | Le Tremblay      | France      | Prix Daphnis                       | 1 800 m     | F. O'Neil      | 1er / 4     | 5           | Sao Paulo             |
| 19 mai       | Saint-Cloud      | France      | Match Race                         | 1 300 m     | F. O'Neil      | 1er / 2     | cte enc.    | Épinard               |
| 7.23         | Chantilly        | France      | Prix du Gros-Chêne                 | 1 000 m     | F. O'Neil      | 2e / 4      | 1 ½         | Niceas                |

## Au haras
L'exportation réussie d'Épinard outre-Atlantique, où il a été sacré cheval d'âge de l'année en 1924, donne des idées à Arthur Hancock, qui à la tête d'une association d'éleveurs acquiert Sir Gallahad en 1926 à l'issue de sa première année de monte pour la somme très conséquente de $ 125 000. Insallé à Belair Stud dans le Maryland, puis à Claiborne Farm dans le Kentucky, il se révèle aussitôt comme un étalon exceptionnel, puisque dès sa première génération il donne le crack Gallant Fox, lauréat de la Triple Couronne. Parmi ses meilleurs produits, citons :   
- Gallant Fox : Cheval de l'année en 1930, membre du Hall of Fame des courses américaines, classé 28ème sur la liste des 100 meilleurs chevaux du XXe siècle aux États-Unis. Triple Couronne (Kentucky Derby, Preakness Stakes, Belmont Stakes), Jockey Club Gold Cup, Wood Memorial Stakes, Arlington Classic, Lawrence Realization Stakes, Saratoga Cup.
- Hoop Jr. : Kentucky Derby, Wood Memorial Stakes
- High Quest : Preakness Stakes, Wood Memorial Stakes
- Gallahadion : Kentucky Derby
- Fenelon : Jockey Club Gold Cup

Sir Gallahad reçoit un premier titre de tête de liste des étalons en 1930, alors que ses premiers produits ont 3 ans. Trois autres titres suivront en 1933, 1934 et 1940. Surtout, il devient un père de mères extravagant, ses filles lui offrant pas moins de douze titres de tête de liste des pères de mères, un record absolu, dont dix d'affilée entre 1943 et 1952. Elles lui donnent aussi deux membres du Hall of Fame, les grands champions Challedon et Gallorette.  
Sir Gallahad meurt en 1949, à 29 ans. Il est enterré à Claiborne Farm.   

## Origines
Issu d'un croisement lumineux, Sir Gallahad met en lumière la fondamentale influence aux États-Unis d'un cheval français, Teddy. Élevé par Edmond Blanc, Teddy commença sa carrière en Espagne en raison de la première guerre mondiale, avant de remporter en France le Prix des Trois Ans, substitut du Prix du Jockey Club. Il fut tête de liste en France puis exporté aux États-Unis en 1931. Mais ses trois produits les plus importants ont bien été conçus en France avant d'être exportés aux États-Unis : Sir Gallahad, son propre frère Bull Dog et La Troienne, jument-base de l'élevage américain.   
Sir Gallahad est donc le fils d'une exceptionnelle poulinière, Plucky Liege, l'une des plus grandes reproductrices de l'histoire. Elle eut douze produits (dont sept par Teddy), parmi lesquels :    
- Sir Gallahad III (1920)
- Bull Dog (1927, par Teddy) - Prix Daphnis, Prix La Flèche d'Or, 2e Prix Robert Papin. Exporté aux États-Unis en 1930. Tête de liste des étalons en 1953, trois fois tête de liste des pères de mères (1953, 1954, 1956), et surtout auteur d'un autre immense étalon, Bull Lea, père du crack Citation et de six autres membres du Hall of Fame des courses américaines, un record.
- Admiral Drake (1931, par Craig An Eran) - Grand Prix de Paris. Père de Phil Drake, vainqueur du Derby d'Epsom et du Grand Prix de Paris.
- Bois Roussel (1935, par Vatout) - Derby d'Epsom, deux fois tête de liste des pères de mères en Angleterre et en Irlande, père entre autres de Migoli, vainqueur du Prix de l'Arc de Triomphe 1948.

### Pedigree
| Origines de Sir Gallahad III (FR), mâle bai né en 1920 | Origines de Sir Gallahad III (FR), mâle bai né en 1920 | Origines de Sir Gallahad III (FR), mâle bai né en 1920 | Origines de Sir Gallahad III (FR), mâle bai né en 1920 |
| ------------------------------------------------------ | ------------------------------------------------------ | ------------------------------------------------------ | ------------------------------------------------------ |
| Père Teddy                                             | Ajax                                                   | Flying Fox                                             | Orme                                                   |
| Père Teddy                                             | Ajax                                                   | Flying Fox                                             | Vampire                                                |
| Père Teddy                                             | Ajax                                                   | Amie                                                   | Clamart                                                |
| Père Teddy                                             | Ajax                                                   | Amie                                                   | Alice                                                  |
| Père Teddy                                             | Rondeau                                                | Bay Ronald                                             | Hampton                                                |
| Père Teddy                                             | Rondeau                                                | Bay Ronald                                             | Black Duchess                                          |
| Père Teddy                                             | Rondeau                                                | Doremi                                                 | Bend Or                                                |
| Père Teddy                                             | Rondeau                                                | Doremi                                                 | Lady Emily                                             |
| Mère Plucky Liege                                      | Spearmint                                              | Carbine                                                | Musket                                                 |
| Mère Plucky Liege                                      | Spearmint                                              | Carbine                                                | Mersey                                                 |
| Mère Plucky Liege                                      | Spearmint                                              | Maid of the Mint                                       | Minting                                                |
| Mère Plucky Liege                                      | Spearmint                                              | Maid of the Mint                                       | Warble                                                 |
| Mère Plucky Liege                                      | Concertina                                             | St. Simon                                              | Galopin                                                |
| Mère Plucky Liege                                      | Concertina                                             | St. Simon                                              | St. Angela                                             |
| Mère Plucky Liege                                      | Concertina                                             | Comic Song                                             | Petrarch                                               |
| Mère Plucky Liege                                      | Concertina                                             | Comic Song                                             | Frivolity (famille 16-a)                               |